# Malý Javorník (Malé Karpaty)
Malý Javorník (584 m n. m.) je vrchol Malých Karpat, ležící 5 km západně od Svatého Jura.
Na vrcholu se nachází pracoviště družicové a radarové meteorologie , jehož součástí je meteorologický radar, monitorující například výskyt a intenzitu srážek a bouřkové činnosti.  Dne 27.2.2018 zde byl zaznamenán arktický den, nejzazší v Bratislavě a okolí v historii měření.

## Přístup
Nachází se nedaleko rozcestí Biely kríž a přímo na vrchol vede přístupová cesta ze Svatého Jura. Vrcholová plošina je zastavěná pracovištěm meteorologického radaru ČHMÚ, proto turistické trasy samotný vrchol obcházejí.
- značka ( Cesta hrdinů SNP ) traverzuje vrchol ze západu
- značka z Neštichu vede jihovýchodním svahem